# Gesees
Gesees è un comune tedesco di 1 243 abitanti, situato nel land della Baviera.